# Got It?
Got it? — дебютный мини-альбом южнокорейской хип-хоп группы Got7, выпущенный 20 января 2014 года. Сингл «Girls Girls Girls» был использован для промоушена альбома.

## Об альбоме
31 декабря 2013 года стало известно, что новый бойз-бэнд JYP Entertainment дебютирует в ближайшее время и будет называться «GOT7», где число 7 символизирует 7 разных национальностей. GOT7 — первая хип-хоп группа в JYP Entertainment, использующая в своих выступлениях трикинг — трюки боевых искусств, как одну из форм боевых искусств с акробатикой. Агентство представляло членов группы постепенно, начиная с 3 января, а релиз дебютного музыкального клипа и «представление» группы на Garage Showcase состоялись 15 января 2014 года. 

Тизер клипа разделён на две части, первая из которых была опубликована 10 января 2014 года. Полное видео изначально начинается с появлением одного участника, а позже к нему постепенно присоединяются остальные.

## Продвижение
GOT7 дебютировали с новым альбомом на сцене 16 января 2014 года на Mnet’s M!Countdown, затем на Music Bank, Inkigayo и Music Core, соответственно.

## Список композиций
| №                   | Название                          | Автор(ы)                 | Музыка                     | Длительность |
| ------------------- | --------------------------------- | ------------------------ | -------------------------- | ------------ |
| 1.                  | «Hello» (여보세요)                | Park Hyesoo, Noday       | Park Hyesoo, Noday         | 3:38         |
| 2.                  | «Girls Girls Girls (Feat. Sohee)» | Park Jin Young           | Park Jin Young             | 3:35         |
| 3.                  | «I Like You» (난 니가 좋아)       | Park Jin Young           | Park Jin Young             | 3:24         |
| 4.                  | «Follow Me» (따라와)              | Seo Youngbae             | Seo Youngbae               | 3:10         |
| 5.                  | «Like Oh»                         | Lee Woomin, Crizzy & Guy | Lee Woomin, Fredrik Ödesjö | 3:39         |
| 6.                  | «Playground»                      | Mr Cho                   | Mr Cho                     | 3:24         |
| Общая длительность: | Общая длительность:               | Общая длительность:      | Общая длительность:        | 20:51        |

Заглавная песня дебютного мини-альбома Got it?, «Girls, Girls, Girls» — это хип-хоп трек, написанный продюсером Паком ДжинЁном. Песня придаёт группе свою индивидуальность и уникальность выступлений в стиле Swag.
Также в записи песни принимала участие Сохи из Wonder Girls, что придало композиции забавную гармонию.
«Hello» — песня, созданная Noday и Chloe, которая демонстрирует разнообразное обаяние участников GOT7 через гармонию 808 ударов и электро-басов.
«I Like You» — песня, комбинирующая в себе сочетание хип-хопа с элементами R'n'B и описывающая прекрасные черты красивой девушки.
«Follow me» основана на южном хип-хопе и повествует о стремлении участвовать в новом мире, который GOT7 представят. Первая часть песни, будто детская, запоминается и повторяется очень легко, во второй части выделяется рэп-часть.
«Like Oh» — совместная работа композитора Ли ВуМина, который работал в Нью-Йорке, и Fredrik Ödesjö, сочетающая в себе стили «городского клуба» и электронной танцевальной музыки. Слова, рассказывающие о человеке, который выражает свои эмоции о неразделённой любви к ней/нему, будто это история его друга, добавляют к песне больше удовольствия.
«Playground» — это R'n'B песня, которая подразумевает трепет и волнение о поисках новой любви, о детстве и о воспоминаниях. Уникальная мелодия во второй половине впечатляет, и песня в целом передаёт чистоту и воспоминания из детства.

## Позиции в чартах
| Чарт                         | Максимальная позиция |
| ---------------------------- | -------------------- |
| Gaon Album Chart             | 2                    |
| Billboard World Albums Chart | 1                    |

### Продажи
| Чарт                               | Продажи |
| ---------------------------------- | ------- |
| Физические продажи от чарта Gaon   | 48,780  |
| Физические продажи от чарта Hanteo | 30,100+ |